# 1924年パリオリンピック
1924年パリオリンピック（1924ねんパリオリンピック）は、1924年5月4日から7月27日まで、フランスのパリで行われたオリンピック競技大会。パリ1924（Paris 1924）と呼称される。近代オリンピックにおいて、過去に大会が開催されたことのある都市で開催された初の大会である。

## 実施競技
| - 陸上競技 - 競泳 - 飛込 - 水球 - サッカー - テニス - ボート - ボクシング - 体操 - レスリング - セーリング - ウエイトリフティング - 自転車 - 馬術 - フェンシング - 射撃 - 近代五種競技 - カヌー |

## 各国の獲得メダル
| 順 | 国・地域           | 金 | 銀 | 銅 | 計 |
| -- | ------------------ | -- | -- | -- | -- |
| 1  | アメリカ合衆国     | 45 | 27 | 27 | 99 |
| 2  | フィンランド       | 14 | 13 | 10 | 37 |
| 3  | フランス（開催国） | 13 | 15 | 10 | 38 |
| 4  | イギリス           | 9  | 13 | 12 | 34 |
| 5  | イタリア           | 8  | 3  | 5  | 16 |
| 6  | スイス             | 7  | 8  | 10 | 25 |
| 7  | ノルウェー         | 5  | 2  | 3  | 10 |
| 8  | スウェーデン       | 4  | 13 | 12 | 29 |
| 9  | オランダ           | 4  | 1  | 5  | 10 |
| 10 | ベルギー           | 3  | 7  | 3  | 13 |

## 史上初の選手村
オリンピック主催者は、選手たちを同じ屋根の下に集める構想に基づき史上初の選手村を建設した。質素な木造の小屋からなる選手村は、閉幕後すぐに取り壊されたが、この大会を契機に発展していった。